# Balvi (novads)
Balvi (en letton : Balvu novads) est une municipalité de Lettonie, située dans la région de Latgalie, dont le chef-lieu est Balvi. 

## Géographie

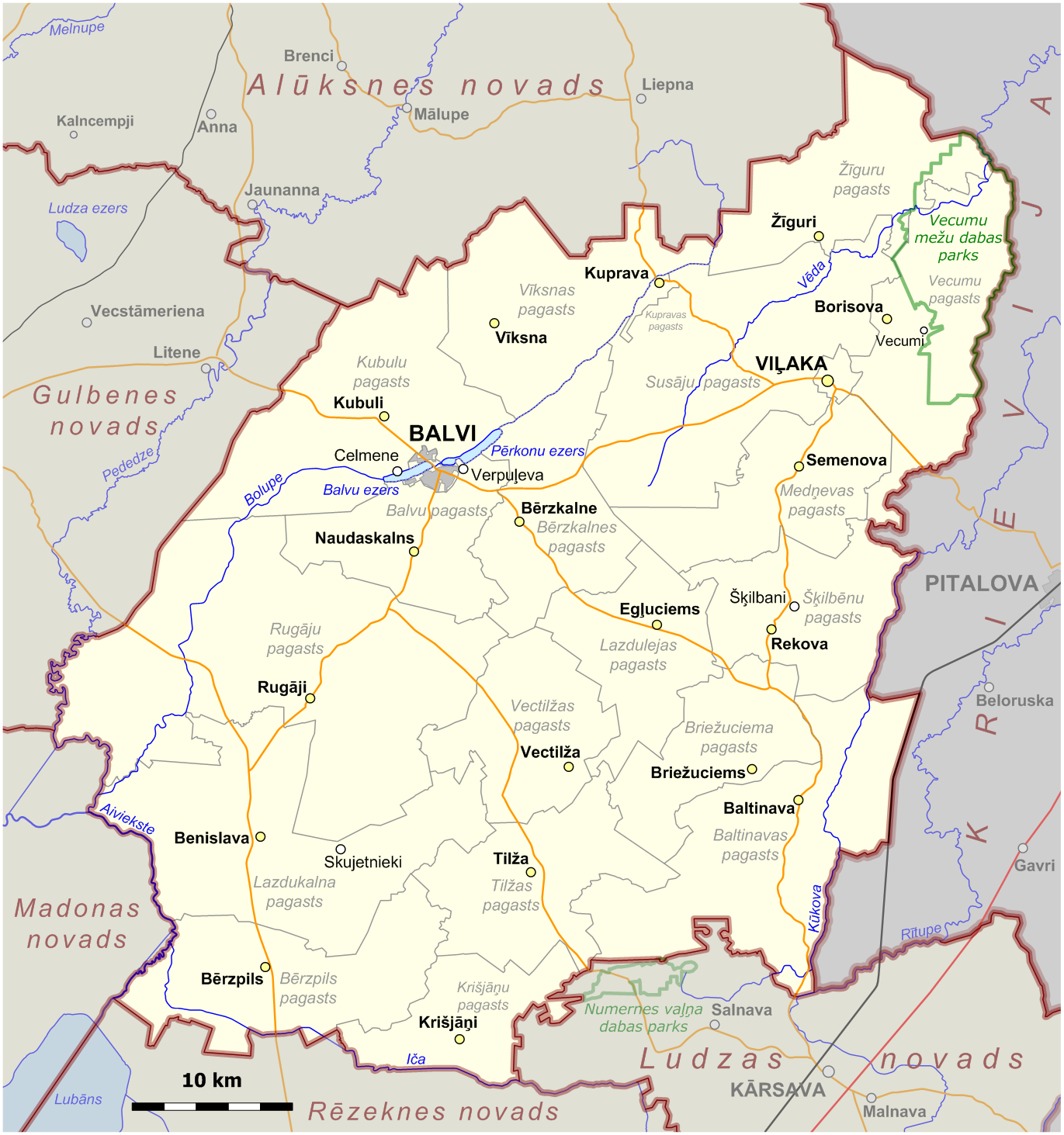
Carte de la municipalité de Balvi.

La municipalité s'étend sur 2 386,29 km2 à l'est du pays et est bordée par la frontière avec la Russie.
Elle comprend les villes de Balvi et Viļaka, ainsi que les paroisses de Baltinava, Benislava, Bērzkalne, Bērzpils, Briežuciems, Krišjāņi, Kubuļi, Kuprava, Lazdukalns, Lazduleja, Medņeva, Rugāji, Šķilbēni, Susāji, Tilža, Vectilža, Vecumi, Vīksna et Žīguri.

### Municipalités et territoires limitrophes
|         | Alūksne |                          |
| Gulbene | Balvi   | Oblast de Pskov (Russie) |
| Madona  | Rēzekne | Ludza                    |

## Histoire
La municipalité, d'une superficie de 1 045 km2, est créée le 1er juillet 2009 par la fusion de la ville de Balvi avec les paroisses de Balvi, Bērzkalne, Bērzpils, Briežuciems, Krišjāņi, Kubuļi, Lazduleja, Tilža, Vectilža et Vīksna, issues du district de Balvi, qui disparaît à la même date.
Le 1er juillet 2021, à la suite d'une réforme administrative et territoriale, elle est agrandie par la réunion à son territoire des anciennes municipalités de Baltinava, Rugāji et  Viļaka. Son territoire actuel correspond aux limites de l'ancien district de Balvi. 

## Démographie
La population s'élevait à 11 571 habitants en 2021, avant la fusion, et à 17 910 habitants en 2024.

## Politique et administration
La municipalité est dirigée par un conseil de quinze membres, élus pour un mandat de quatre ans. Les dernières élections ont eu lieu le 7 juin 2025.